# Масерије дела Канала (Изернија)
Масерије дела Канала је насеље у Италији у округу Изернија, региону Молизе.
Према процени из 2011. у насељу је живело 74 становника. Насеље се налази на надморској висини од 324 м.